# 埴原和郎
埴原 和郎（はにはら かずろう、1927年〈昭和2年〉8月17日 - 2004年〈平成16年〉10月10日）は、日本の自然人類学者。東京大学名誉教授、国際日本文化研究センター名誉教授。

## 経歴
1927年、福岡県北九州市で生まれた。明星中学校、旧制成蹊高等学校を経て、東京大学理学部人類学科に進学した。同大学大学院（旧制）を修了。1958年、学位論文『日本人及び日米混血児乳歯の研究』を東京大学に提出して理学博士号を取得。
1958年、札幌医科大学法医学教室助教授に就いた。1972年、東京大学理学部人類学教室教授となった。1984年からは東京大学総合研究資料館館長を兼任（1985年まで）。1987年に国際日本文化研究センター教授となり、同年は東京大学教授も兼任した。翌1988年、東京大学を定年退官。1993年には国際日本文化研究センターを定年退官し、名誉教授となった。その後は国際高等研究所副所長・学術参与・顧問、神戸女学院理事を務めた。
2004年10月10日、肺がんのため京都市の入院先で死去。

## 受賞・栄典
- 2004年：叙正四位、授瑞宝中綬章。

## 研究内容・業績
専門は自然人類学で、日本人の「二重構造モデル」を展開した事で知られている。
埴原コレクション
かつて勤務していた東京大学総合研究資料館に「埴原コレクション」として(1)歯牙石膏印象コレクション(6000点以上)、(2)現代日本人頭骨計測データが残されている。

## 家族・親族
- 息子：埴原恒彦は解剖学者。北里大学医学部教授。
- 伯父：埴原正直は外交官。外務事務次官、駐アメリカ大使を務めた。

## 著作

### 単著
- 『人類進化学入門』中央公論社(中公新書)
- 『骨を読む』中央公論社(中公新書)
  - 改題『骨はヒトを語る：死体鑑定の科学的最終手段』講談社+α文庫
- 『歯と人類学の話』医歯薬出版
- 『日本人の成り立ち』人文書院
- 『日本人の誕生』吉川弘文館
- 『日本人と骨のルーツ』角川書店
  - 再版文庫化 ソフィア文庫
- 『日本人の顔』講談社
- 『人類の進化試練と淘汰の道のり』講談社
- 文庫改題『人類の進化史：20世紀の総括』講談社学術文庫

### 共編著
- 『日本人の起源』編、朝日新聞社(朝日選書）
- 『日本人はどこからきたのか』編、小学館(小学館創造選書）
- 『縄文人の知恵』編、小学館(小学館創造選書）
- 『日本人の起源』編、小学館(小学館創造選書）
- 『日本人新起源論』編、角川書店(角川選書）
- 『日本人と日本文化の形成』編、朝倉書店
- 『アイヌは原日本人か』梅原猛と共著、小学館
- 『日本人の起源』朝日新聞社(朝日選書) 1989[5]